# Monte Sacro
Monte Sacro est un quartier de la ville de Rome, situé dans le Municipio III. Il est désigné dans la nomenclature administrative par Q.XVI et forme également une « zone urbanistique » désignée par le code 4A.

## Géographie
D'une superficie de 419,91 hectares, le quartier se situe à l'extrémité sud du Municipio III. Limité par le cours de l'Aniene au sud et à l'ouest, il est limitrophe des zones Val Melaina et Casal Boccone au nord et des quartiers Monte Sacro Alto à l'est, Pietralata et Nomentano au sud et Trieste à l'ouest.

## Histoire
Monte Sacro est créé en 1924 sous le nom de Città Giardino-Aniene avant d'être rebaptisé de son nom actuel en 1951 par référence au mont Sacré. Sa conception est inspirée des cités-jardins anglaises.

## Démographie
En 2015, le quartier abrite 59 937 habitants.

## Lieux et monuments
- La place Sempione constitue le centre du quartier.
- Le pont Nomentano
- Église Santi Angeli Custodi qui domine la place Sempione, est un édifice construit en 1924 et 1925 dans un style inspiré de la Renaissance italienne.
- Église Santissimo Redentore a Val Melaina, située via del Gran Paradiso
- Église Santa Maria Assunta al Tufello, située via Capraia
- Église San Clemente, située via Val Santerno
- Église Gesù Bambino a Sacco Pastore, située via Campi Flegrei
- Église Santa Gemma Galgani, située via Monte Meta